# Sepsi László (labdarúgó)
Sepsi  László (Marosludas, 1986. június 7. –) magyar nemzetiségű román válogatott labdarúgó, hátvéd poszton játszik.

## Pályafutása

### Klubcsapatban
Labdarúgó pályafutását Medgyesen kezdte a Gaz Metan Mediaș csapatában jobb oldali védőként, ahol 25 mérkőzésen lépett pályára.
2005 nyarán Bölöni László hívására a francia Rennes-hez került. Ott azonban alig játszott, ezért hazatért és Besztercére az ACF Gloria 1922 Bistrița csapatához szerződött. Itt ugyanaz a Ion Ovidiu Sabau volt a trénere, aki Medgyesen felfedezte, és aki Temesváron is ragaszkodott a szerződtetéséhez. Az erdélyi gárdában ismét remekelt, így 2008 elején a Benfica 2,5 millió euróért megvásárolta. Azonban sem a portugál csapatnál, sem a spanyol Racing Santandernél nem tudta beverekedni magát a kezdő együttesbe. Utóbbi csapatban a 2008–09-es idényben 19 bajnoki mérkőzésen lépett pályára, a következő szezonban viszont csak ötször, pedig a negyedik fordulóig kezdőember volt. 2010. január 4-én  ötéves  szerződést írt alá a FC Timișoara csapatához.

### A válogatottban
2008 és 2015 között három alkalommal szerepelt a román válogatottban.
- 2008 Oroszország
- 2010 Izrael, Honduras
- 2015 Észak-Írország

## Statisztika
| Gaz Metan        | 2004–05 | 25 | * | * | * | * | * | * | * | 25 | * |
| Rennes           | 2005–06 | 1  | 0 | * | * | * | * | * | * | 1  | 0 |
| Gloria Bistrița  | 2006–07 | 26 | 0 | * | * | * | * | * | * | 26 | 0 |
| Gloria Bistrița  | 2006–07 | 12 | 0 | * | * | * | * | * | * | 12 | 0 |
| Benfica          | 2007–08 | 7  | 0 | * | * | * | * | * | * | 7  | 0 |
| Racing Santander | 2008–09 | 19 | 0 | * | * | * | * | * | * | 19 | 0 |